# (9333) Hiraimasa
(9333) Hiraimasa (1990 TK3) – planetoida z pasa głównego asteroid okrążająca Słońce w ciągu 4,15 lat w średniej odległości 2,58 j.a. Odkryta 15 października 1990 roku.